# Kenny Clarke
Kenny Clarke (Pittsburgh, 9 de gener de 1914 - París, 25 de gener de 1985) va ser un bateria de jazz estatunidenc, inventor de la bateria moderna.
Kenny Clarke posteriorment participà en el Minton's Playhouse Monk i ha tocat amb els grans noms del jazz, Louis Armstrong, Ella Fitzgerald, Roy Eldridge, Sidney Bechet, Count Basie, Benny Carter, Coleman Hawkins, Dizzy Gillespie, Thelonious Monk, Charlie Christian, Ray Brown, Martial Solal, Bud Powell, Sonny Rollins.
També posà en funcionament un conservatori de jazz al suburbi de París, en què ensenyà a tocar la bateria.

## Enregistraments bàsics
- París, Be-bop Sessions, (1948-50).
- La Ronde, (1952).
- Bohemia after Dark, (1955).
- KC Plays André Hodeir, (1956).
- Fellini 712, (1968).
- Musique sacrée (1968) (Barclay) amb Jean-Christian Michel
- JQM (1972) (General Records) amb Jean-Christian Michel
- Ouverture spatiale (1975) (General Records) amb Jean-Christian Michel
- Eve des origines (1976) (General Records) amb Jean-Christian Michel
- Port-Maria (1978) (General Records) amb Jean-Christian Michel